# Мозалан (киножурнал)
«Мозалан» (азерб. Mozalan kinojurnalı) — сатирический художественный киножурнал Азербайджана, а также одноимённая телепередача. Главным редактором проекта является Орхан Фикретоглу, директором и художественным руководителем — Али-Саттар Гулиев.

## История
Сатирический киножурнал «Мозалан» был учреждён в 1970 году на киностудии «Азербайджанфильм» имени Джафара Джаббарлы в связи с популярностью другого известного киножурнала — «Фитиль». Главным редактором нового проекта стал Эйваз Борчалы, позже его сменил Зияфет Аббасов. Главным символом киножурнала «Мозалан» является весёлый летящий комарик. В 1971—1979 годах журнал выпускался поквартально, а в 1980 году было издано 9 номеров (№ 52 — 60). В сюжетах журнала критиковались антиподы общества, недостатки и упущения, встречающиеся в повседневной жизни и хозяйственной деятельности. Параллельно с печатной версией, на экранах выходила также киноверсия. Также, как и в киножурнале «Фитиль», в состав киножурнала «Мозалан» были включены документальные, мультипликационные и художественные сюжеты. В 1992 году киножурнал «Мозалан» испытывал трудности, после выпусков № 161 и 162, фактически съёмки были резко сокращены. Вновь воссоздать киножурнал в полном объёме удалось лишь в 2007 году, с 2007 по 2016 гг. удалось снять № 181—198, после чего киножурнал «Мозалан» приостановил свою деятельность. В 2021 году в связи с 50-летним юбилеем, выпуски киножурнала «Мозалан» были возобновлены. Были выпущены номера 199 (14.04.2021) и 200 (23.05.2021). Новые выпуски выходят на телеканале AzTV раз в месяц. В новых выпусках наряду с новыми сюжетами, также включены и старые сюжеты.

### Название
Название киножурнала восходит к одному из псевдонимов автора сатирического журнала «Молла Насреддин» — «Мозалан», что в переводе означает «Овод».

### История заставок и прочих графических оформлений
- В 1971 году (с № 1) вышла первая заставка — летающий комарик со стрелкой и под ним высвечивается надпись «Мозалан», которая просуществовала до 1975 года.
- В 1975 году (с 20-х номеров, показана в № 25) вышла вторая заставка — начинается с разбегающихся людей в разные стороны, потом под писк комарика прорисовывается надпись «Мозалан», затем появляется сам комарик, который стреляет из лука, она просуществовала до 1987 года.
- В 1987 году (с № 114) вышла третья заставка — сидят люди, на них летит комарик, они от испуга все убегают, а комарик стреляет из лука и попадает в цель, высвечивается надпись «Мозалан». Фактически с этого же номера графическое оформление было приближено к детскому юмористическому киножурналу Ералаш — сначала показываются живые рисунки и после этого показывается название сюжета и съёмочная группа. После некоторых выпусков, от живых рисунков отказались.
- В 1983 году (с № 83) актёры в титрах указываются на второй странице после списка административной группы. Это просуществовало недолго, позже титры с актёрами вновь стали писаться под списком административной группы

## Современный период
В 2008 году киножурнал «Мозалан» был удостоен международной премии «Лидер качества и авторитета», учреждённой испанским журналом «Актуалидад».